# Just Dance Now
Pour les articles homonymes, voir Just Dance.
Just Dance Now est un jeu vidéo édité par Ubisoft et développé par Ubisoft Paris. Cette application permet à plusieurs dizaines de joueurs ou même des milliers de danser sur une chorégraphie de Just Dance. Le jeu est sorti le 25 septembre 2014 avec 51 chansons disponibles auxquelles s'ajouteront d'autres chansons issus des précédents opus de la série Just Dance.
Just Dance Now transforme les smartphones en manette de jeu qui détecte les mouvements en étant connecté à Internet, exactement comme la Wiimote (pour les consoles Wii et Wii U) ou la manette Move (pour les consoles PS3 et PS4). La grande innovation concernant l'application est la technologie Ubi BlueStar, développée par Ubisoft, qui permet jusqu'à 20 000 joueurs de rejoindre la même salle de danse.
L'application est disponible gratuitement à sa sortie. Cependant, le joueur devra posséder (par acquisition ou par achat) de la monnaie virtuelle afin de débloquer les différentes chansons.

## Description du jeu
Comme dans les précédentes opus, les joueurs doivent imiter le coach de l'écran pour une chanson choisie, marquant des points en fonction de leur exactitude. L'objectif de Just Dance est de danser, en suivant les mouvements des danseurs (on peut aussi s'aider des pictogrammes permettant de prévisualiser les mouvements).
La détection des mouvements se fait :
- grâce à son smartphone sur iOS et Android,
- grâce à la télécommande de l'Apple TV.

### But du jeu
Le but du jeu est de gagner le plus d'étoiles.
Le jeu est composé de plusieurs catégories de points :
- X (Croix rouge) : Vous avez raté un mouvement.
- OK : Vous n'avez pas fait comme il faut le mouvement.
- GOOD : Votre rythme de danse est bien rythmé.
- SUPER : Vous êtes à la pointe de la perfection.
- PERFECT : Votre rythme de danse est parfait continuez comme ça.
- YEAH : Vous avez réussi parfaitement le mouvement gold vous gagnez beaucoup de points.

### Types de danses
Dès la sortie du jeu un nouveau type de danse est mis en place : le mode duo où deux joueurs peuvent participer, chacun ayant une chorégraphie légèrement différente, s'ensuit les danses crew où quatre joueurs peuvent participer puis les danses on stage où trois joueurs peuvent danser avec le joueur du milieu ayant une chorégraphie changeante.
Mais il existe d'autres types de danse disponibles comme:
- Version alternative : une autre type de chorégraphie sur la même musique.
- Version extreme : des danses avec un niveau élevé.
- Version sweat : des danses fitness aérobique.
- Mashup : un mélange de danse de tous les opus pour une chorégraphie amusante.

## Système de jeu
Just dance Now est un jeu classé dans la catégorie dite de "danse". Le principe du jeu est d'imiter les mouvements du personnage à l'écran (un coach) comme si c'était le reflet d'un miroir. Selon la chanson, les mouvements sont plus ou moins complexes et demandent plus ou moins d'effort. Des icônes indiquant les suites de pas et de mouvements défilent en bas de l'écran. S'ils sont effectués correctement et en rythme, le joueur obtient des points de score. Certains mouvements valent sensiblement plus de points, on les reconnait aux effets lumineux autour du coach, ce sont les Gold Moves. Si la chanson choisie est une chorégraphie en duo ou en groupe, il arrive que les joueurs fassent des mouvements différents, et soient amenés à se croiser.

## Liste des titres
Remarque: Toutes les chansons sont jouables par des pièces Mojo, cependant, les pièces dépensées ne seront jouées qu'une seule fois.
- Un * indique que la chanson est une version de reprise, et non l'original.
- Un () les parenthèses dans la colonne Artiste indiquent l'artiste de la couverture ou le crédit réel de la chanson.
- Un (F) indique que la chanson est libre d'accès.
- Un (R) indique que la routine de la chanson a été refaite et différera de la conception originale de ses débuts originaux.
- Un ♀* ou ♂* indique que le danseur est un danseur de retour.
- Un symbole de sexe plus petit (♀ ou ♂) indique un danseur de sauvegarde à l'écran qui est injouable.

### Mode Classique
La liste ci-dessous sont les chorégraphies qui apparaissent dans les précédents jeux de Just Dance à Just Dance 2021, qui comprennent:
| Chanson                                         | Artiste                                                                                | Année | Mode dance          | Genre         | Jeu                  |
| ----------------------------------------------- | -------------------------------------------------------------------------------------- | ----- | ------------------- | ------------- | -------------------- |
| 365                                             | Zedd & Katy Perry                                                                      | 2019  | Solo                | ♀             | Just Dance 2020      |
| 7 Rings                                         | Ariana Grande                                                                          | 2018  | Trio                | ♀/♀/♀         | Just Dance 2020      |
| 24K Magic                                       | Bruno Mars                                                                             | 2016  | Duo                 | ♂/♂           | Just Dance 2018      |
| 99 Luftballons*                                 | Nena (Rutschen Planeten)                                                               | 1983  | Duo                 | ♂/♀           | Just Dance 2014      |
| A Little Party Never Killed Nobody (All We Got) | Fergie feat. Q-Tip & GoonRock                                                          | 2013  | Solo                | ♂             | Just Dance 2019      |
| Acceptable in the 80s                           | Calvin Harris                                                                          | 2007  | Solo                | ♀             | Just Dance           |
| Adeyyo                                          | Ece Seçkin                                                                             | 2016  | Solo                | ♀             | Just Dance 2019      |
| Adore You                                       | Harry Styles                                                                           | 2019  | Solo                | ♂             | Just Dance 2021      |
| Ain't My Fault                                  | Zara Larsson                                                                           | 2016  | Solo                | ♀             | Just Dance Unlimited |
| Airplanes                                       | B.o.B feat. Hayley Williams                                                            | 2010  | Solo                | ♂             | Just Dance 3         |
| Alexandrie Alexandra                            | Claude François (Jérôme Francis)                                                       | 1978  | Solo                | ♂             | Just Dance 2021      |
| All About That Bass                             | Meghan Trainor                                                                         | 2014  | Solo                | ♀             | Just Dance 2016      |
| All About Us                                    | Jordan Fisher                                                                          | 2016  | Trio                | ♀/♂/♀         | Just Dance 2017      |
| All You Gotta Do (Is Just Dance)                | The Just Dance Band                                                                    | 2017  | Solo                | ♂             | Just Dance 2018      |
| American Girl                                   | Bonnie McKee                                                                           | 2013  | Solo                | ♀             | Just Dance 2014      |
| Am I Wrong                                      | Nico & Vinz                                                                            | 2014  | Solo                | ♂             | Just Dance Unlimited |
| Animals                                         | Martin Garrix                                                                          | 2013  | Duo                 | ♂/♂           | Just Dance 2016      |
| Another One Bites the Dust                      | Queen                                                                                  | 1980  | Dance Crew          | ♂/♀/♂/♀       | Just Dance 2018      |
| Apache (Jump on It)                             | Sugarhill Gang                                                                         | 1981  | Solo                | ♂             | Just Dance 3         |
| Applause                                        | Lady Gaga                                                                              | 2013  | Solo                | ♀             | Just Dance 2014      |
| Aquarius/Let the Sunshine In                    | The 5th Dimension (The Sunlight Shakers)                                               | 1969  | Duo                 | ♀/♀           | Just Dance 2014      |
| Asereje (The Ketchup Song)                      | Las Ketchup                                                                            | 2002  | Duo                 | ♀/♀           | Just Dance 4         |
| Baby Girl                                       | Reggaeton                                                                              | 2010  | Solo                | ♂             | Just Dance 2         |
| Baby Shark                                      | Pinkfong                                                                               | 2016  | Duo                 | ♀/♂           | Just Dance 2020      |
| ...Baby One More Time* (R)                      | Britney Spears (The Girly Team)                                                        | 1998  | Dance Crew          | ♀/♀/♀/♀       | Just Dance 3         |
| Bad Boy                                         | Riton & Kah-Lo                                                                         | 2018  | Duo                 | ♀/♀           | Just Dance 2020      |
| bad guy                                         | Billie Eilish                                                                          | 2019  | Solo                | ♀             | Just Dance 2020      |
| Bad Liar                                        | Selena Gomez                                                                           | 2017  | Solo                | ♀             | Just Dance 2018      |
| Bad Romance                                     | Lady Gaga                                                                              | 2009  | Trio                | ♀/♀/♀         | Just Dance 2015      |
| Bailar                                          | Deorro feat. Elvis Crespo                                                              | 2016  | Solo                | ♂             | Just Dance 2017      |
| Balkan Blast Remix                              | Angry Birds                                                                            | 2015  | Dance Crew          | ♂/♂/♂/♂       | Just Dance 2016      |
| Bang                                            | Anitta                                                                                 | 2015  | Solo                | ♀             | Just Dance 2017      |
| Bang Bang                                       | Jessie J, Ariana Grande & Nicki Minaj                                                  | 2014  | Dance Crew          | ♀/♀/♀/♀       | Just Dance 2015      |
| Bang Bang Bang                                  | BIGBANG                                                                                | 2015  | Trio                | ♂/♂/♂         | Just Dance 2019      |
| Bangarang                                       | Skrillex featuring Sirah                                                               | 2012  | Solo                | ♂             | Just Dance 2020      |
| Barbie Girl* (R)                                | Aqua (Countdown Dee's Hit Explosion)                                                   | 1997  | Duo                 | ♀/♂           | Just Dance 2         |
| Bassa Sababa                                    | Netta                                                                                  | 2019  | Solo                | ♀             | Just Dance 2020      |
| Beauty and a Beat                               | Justin Bieber feat. Nicki Minaj                                                        | 2012  | Solo                | ♂             | Just Dance 4         |
| Beep Beep I'm a Sheep                           | LilDeuceDeuce feat. BlackGryph0n & TomSka                                              | 2017  | Solo                | ♂             | Just Dance 2018      |
| Better When I'm Dancin'                         | Meghan Trainor                                                                         | 2015  | Solo                | ♀             | Just Dance Unlimited |
| Beware of the Boys (Mundian To Bach Ke)         | Panjabi MC                                                                             | 1999  | Dance Crew          | ♀/♀/♀/♀       | Just Dance 4         |
| Big Girl (You Are Beautiful) (R)                | Mika                                                                                   | 2007  | Solo                | ♀             | Just Dance 2         |
| Birthday                                        | Katy Perry                                                                             | 2014  | Solo                | ♀             | Just Dance 2015      |
| Blame                                           | Calvin Harris feat. John Newman                                                        | 2014  | Solo                | ♂             | Just Dance 2016      |
| Blinding Lights                                 | The Weeknd                                                                             | 2019  | Solo                | ♀             | Just Dance 2021      |
| Blow Your Mind (Mwah)                           | Dua Lipa                                                                               | 2016  | Solo                | ♀             | Just Dance 2018      |
| Blue (Da Ba Dee)*                               | Eiffel 65 (Hit the Electro Beat)                                                       | 1998  | Solo                | ♂             | Just Dance 2018      |
| Blurred Lines                                   | Robin Thicke feat. Pharrell Williams                                                   | 2013  | Duo                 | ♂/♂           | Just Dance 2014      |
| BonBon                                          | Era Istrefi                                                                            | 2015  | Solo                | ♀             | Just Dance 2017      |
| Boogie Wonderland*                              | Earth, Wind & Fire feat. The Emotions (Groove Century)                                 | 1979  | Dance Crew          | ♀/♂/♂/♀       | Just Dance 3         |
| Boom*                                           | MC Magico & Alex Wilson (Reggaeton Storm)                                              | 2005  | Solo                | ♀             | Just Dance 3         |
| Boom Boom                                       | Iggy Azalea feat. Zedd                                                                 | 2017  | Trio                | ♂/♀/♂         | Just Dance 2018      |
| Boom Clap                                       | Charli XCX                                                                             | 2014  | Solo                | ♀             | Just Dance 2015      |
| Born This Way                                   | Lady Gaga                                                                              | 2011  | Trio                | ♂/♀/♀         | Just Dance 2016      |
| Boy, You Can Keep It                            | Alex Newell                                                                            | 2020  | Solo                | ♀             | Just Dance 2021      |
| Boys                                            | Lizzo                                                                                  | 2018  | Solo                | ♂             | Just Dance Unlimited |
| Boys (Summertime Love)*                         | Sabrina (The Lemon Cubes)                                                              | 1984  | Trio                | ♂/♀/♂         | Just Dance 2016      |
| Break Free                                      | Ariana Grande feat. Zedd                                                               | 2014  | Solo                | ♀             | Just Dance 2015      |
| Bubble Pop!                                     | HyunA                                                                                  | 2011  | Trio                | ♀/♀/♀         | Just Dance 2018      |
| Built For This                                  | Becky G                                                                                | 2013  | Solo                | ♀             | Just Dance 2015      |
| Bum Bum Tam Tam                                 | MC Fioti, Future, J Balvin, Stefflon Don & Juan Magan                                  | 2017  | Duo                 | ♀/♂           | Just Dance 2019      |
| C'Mon                                           | Ke$ha                                                                                  | 2012  | Duo                 | ♀/♂           | Just Dance 2014      |
| Cake by the Ocean                               | DNCE                                                                                   | 2015  | Solo                | ♂             | Just Dance 2017      |
| California Gurls (R)                            | Katy Perry feat. Snoop Dogg                                                            | 2010  | Solo                | ♀             | Just Dance 3         |
| Calypso                                         | Luis Fonsi feat. Stefflon Don                                                          | 2018  | Solo                | ♀             | Just Dance 2019      |
| Can't Feel My Face                              | The Weeknd                                                                             | 2015  | Solo                | ♂             | Just Dance 2017      |
| Can't Get Enough                                | Becky G feat. Pitbull                                                                  | 2013  | Solo                | ♀             | Just Dance 2014      |
| Can't Take My Eyes Off You                      | Boys Town Gang                                                                         | 1982  | Duo                 | ♀/♀           | Just Dance 4         |
| Carmen (Ouverture)*                             | Georges Bizet (Just Dance Orchestra)                                                   | 1875  | Duo                 | ♂/♂           | Just Dance 2018      |
| Carnaval Boom                                   | Latino Sunset                                                                          | 2016  | Solo                | ♀             | Just Dance 2017      |
| Cercavo Amore                                   | Emma                                                                                   | 2012  | Solo                | ♀             | Just Dance 4         |
| Chantaje                                        | Shakira feat. Maluma                                                                   | 2016  | Duo                 | ♀/♂           | Just Dance 2018      |
| Cheap Thrills                                   | Sia feat. Sean Paul                                                                    | 2016  | Solo                | ♀             | Just Dance 2017      |
| Cheerleader                                     | OMI                                                                                    | 2014  | Dance Crew          | ♂/♀/♂/♀       | Just Dance Unlimited |
| Chiwawa                                         | Wanko Ni Mero Mero                                                                     | 2015  | Solo                | ♀             | Just Dance 2016      |
| Circus                                          | Britney Spears                                                                         | 2008  | Dance Crew          | ♀/♀/♀/♀       | Just Dance 2016      |
| Cola Song                                       | Inna feat. J Balvin                                                                    | 2014  | Solo                | ♀             | Just Dance 2017      |
| Con Altura                                      | Rosalía & J Balvin featuring El Guincho                                                | 2019  | Solo                | ♀             | Just Dance 2020      |
| Con Calma                                       | Daddy Yankee featuring Snow                                                            | 2019  | Duo                 | ♂/♂           | Just Dance 2020      |
| Cool for the Summer                             | Demi Lovato                                                                            | 2015  | Solo                | ♀             | Just Dance 2016      |
| Copacabana (At the Copa)*                       | Barry Manilow (Frankie Bostello)                                                       | 1978  | Dance Crew          | ♀/♂/♀/♂       | Just Dance 2016      |
| Cosmic Girl                                     | Jamiroquai                                                                             | 1996  | Solo                | ♀             | Just Dance 2         |
| Cotton Eye Joe (R)                              | Rednex                                                                                 | 1997  | Solo                | ♀             | Just Dance           |
| Crazy Christmas (R)                             | Santa Clones                                                                           | 2010  | Solo                | ♂             | Just Dance 2         |
| Crazy Little Thing Called Love                  | Queen                                                                                  | 1979  | Duo                 | ♀/♂           | Just Dance 3         |
| Criminal                                        | Natti Natasha & Ozuna                                                                  | 2017  | Duo                 | ♀/♂           | Just Dance Unlimited |
| Crucified                                       | Army of Lovers                                                                         | 1991  | Dance Crew          | ♀/♂/♀/♂       | Just Dance 4         |
| Crying Blood                                    | V V Brown                                                                              | 2008  | Solo                | ♀             | Just Dance 2         |
| Ça Plane Pour Moi*                              | Plastic Bertrand (Bob Platine)                                                         | 1977  | Solo                | ♂             | Just Dance 2019      |
| Daddy Cool*                                     | Boney M. (Groove Century)                                                              | 1976  | Solo                | ♂             | Just Dance 2018      |
| Dagomba                                         | Sorcerer                                                                               | 2010  | Solo                | ♂             | Just Dance 2         |
| Dame Tu Cosita                                  | El Chombo feat. Cutty Ranks                                                            | 2018  | Solo                | ♂             | Just Dance Unlimited |
| Dance Monkey                                    | Tones and I                                                                            | 2019  | Solo                | ♀             | Just Dance 2021      |
| Dancing Queen                                   | ABBA                                                                                   | 1976  | Solo                | ♀             | ABBA: You Can Dance  |
| Dancing Queen                                   | ABBA                                                                                   | 1976  | Trio                | ♀/♀/♀         | Just Dance Unlimited |
| Danse (Pop Version)                             | Tal                                                                                    | 2013  | Solo                | ♀             | Just Dance 2014      |
| DDU-DU DDU-DU                                   | BLACKPINK                                                                              | 2018  | Dance Crew          | ♀/♀/♀/♀       | Just Dance 2019      |
| Despacito                                       | Luis Fonsi & Daddy Yankee                                                              | 2017  | Dance Crew          | ♂/♀/♂/♀       | Just Dance 2018      |
| Dharma                                          | Headhunterz & KSHMR                                                                    | 2016  | Solo                | ♂             | Just Dance 2018      |
| Die Young                                       | Ke$ha                                                                                  | 2012  | Duo                 | ♀/♀           | Just Dance 4         |
| Diggin' in the Dirt                             | Stefanie Heinzmann                                                                     | 2012  | Solo                | ♀             | Just Dance 4         |
| Diggy                                           | Spencer Ludwig                                                                         | 2016  | Solo                | ♂             | Just Dance 2018      |
| Domino                                          | Jessie J                                                                               | 2011  | Solo                | ♀             | Just Dance 4 (Wii U) |
| Don't Wanna Know                                | Maroon 5 feat. Kendrick Lamar                                                          | 2016  | Solo                | ♂             | Just Dance 2017      |
| Don't Let Me Down                               | The Chainsmokers feat. Daya                                                            | 2016  | Duo                 | ♀/♀           | Just Dance Unlimited |
| Don't Start Now                                 | Dua Lipa                                                                               | 2019  | Solo                | ♀             | Just Dance 2021      |
| Don't Stop Me Now                               | Queen                                                                                  | 1979  | Solo                | ♂             | Just Dance 2017      |
| Don't Worry                                     | Madcon feat. Ray Dalton                                                                | 2015  | Duo                 | ♂/♂           | Just Dance Unlimited |
| Don't Worry, Be Happy*                          | Bobby McFerrin (The Bench Men)                                                         | 1988  | Trio                | ♂/♂/♂         | Just Dance 2015      |
| Don't You Worry Child                           | Swedish House Mafia feat. John Martin                                                  | 2012  | Solo                | ♂             | Just Dance 2014      |
| Done For Me                                     | Charlie Puth feat. Kehlani                                                             | 2018  | Duo                 | ♀/♂           | Just Dance Unlimited |
| Down by the Riverside (R)                       | The Reverend Horatio Duncan & Amos Sweets                                              | 1927  | Solo                | ♀             | Just Dance 2         |
| Dragostea Din Tei                               | O-Zone                                                                                 | 2004  | Trio                | ♂/♂/♂         | Just Dance 2017      |
| Drop The Mambo                                  | Diva Carmina                                                                           | 2015  | Solo                | ♀ (♂)         | Just Dance 2016      |
| Dynamite (R)                                    | Taio Cruz                                                                              | 2010  | Dance Crew          | ♂/♀/♀/♂       | Just Dance 3         |
| E.T. (R)                                        | Katy Perry                                                                             | 2011  | Solo                | ♀             | Just Dance 3         |
| El Tiki                                         | Maluma                                                                                 | 2015  | Duo                 | ♂/♀           | Just Dance 2017      |
| Epic Sirtaki*                                   | Zorba the Greek (The Bouzouki's)                                                       | 1964  | Trio                | ♂/♂/♂         | Just Dance 2015      |
| Error                                           | Natalia Nykiel                                                                         | 2016  | Solo                | ♀             | Just Dance Unlimited |
| Everybody (Backstreet's Back)                   | Backstreet Boys (Millenium Alert)                                                      | 1997  | Dance Crew          | ♂/♂/♂/♂       | Just Dance 2020      |
| Eye of the Tiger (R)                            | Survivor                                                                               | 1982  | Solo                | ♀             | Just Dance           |
| Fame* (R)                                       | Irene Cara (The Girly Team)                                                            | 1980  | Solo                | ♀             | Just Dance           |
| Familiar                                        | Liam Payne & J Balvin                                                                  | 2018  | Solo                | ♂             | Just Dance 2019      |
| Fancy                                           | Iggy Azalea feat. Charli XCX                                                           | 2014  | Trio                | ♀/♀/♀         | Just Dance 2016      |
| Fancy                                           | Twice                                                                                  | 2019  | Trio                | ♀/♀/♀         | Just Dance 2020      |
| Fancy Footwork                                  | Chromeo                                                                                | 2007  | Solo                | ♂             | Just Dance 2020      |
| Feel It Still                                   | Portugal. The Man                                                                      | 2017  | Solo                | ♂             | Just Dance Unlimited |
| Feel So Right                                   | Imposs feat. Konshens                                                                  | 2013  | Solo                | ♀             | Just Dance 2014      |
| Fernando                                        | ABBA                                                                                   | 1976  | Duo                 | ♀/♀           | ABBA: You Can Dance  |
| Fine China                                      | Chris Brown                                                                            | 2013  | Solo                | ♂             | Just Dance 2014      |
| Finesse (Remix)                                 | Bruno Mars feat. Cardi B                                                               | 2018  | Dance Crew          | ♂/♀/♂/♀       | Just Dance 2019      |
| Fire                                            | LLP feat. Mike Diamondz                                                                | 2015  | Duo                 | ♂/♂           | Just Dance 2019      |
| Fire On The Floor                               | Michelle Delamor                                                                       | 2018  | Solo                | ♀             | Just Dance 2019      |
| Firework (R)                                    | Katy Perry                                                                             | 2010  | Solo                | ♀             | Just Dance 2         |
| Fit But You Know It                             | The Streets                                                                            | 2004  | Solo                | ♂             | Just Dance 2020      |
| Flashdance... What a Feeling*                   | Irene Cara (The Girly Team)                                                            | 1983  | Solo                | ♀             | Just Dance 2014      |
| Footloose*                                      | Kenny Loggins (Top Culture)                                                            | 1984  | Solo                | ♂             | Just Dance 2018      |
| Fun                                             | Pitbull feat. Chris Brown                                                              | 2015  | Solo                | ♀             | Just Dance 2016      |
| Funky Town* (R)                                 | Lipps Inc. (Sweat Invaders)                                                            | 1980  | Solo                | ♂             | Just Dance 2         |
| Futebol Crazy (R)                               | The World Cup Girls                                                                    | 2010  | Solo                | ♀             | Just Dance 2         |
| Gangnam Style                                   | PSY                                                                                    | 2012  | Duo                 | ♂/♀/♂/♀       | Just Dance 4         |
| Gentleman                                       | PSY                                                                                    | 2013  | Solo                | ♂             | Just Dance 2014      |
| Get Busy                                        | KOYOTIE                                                                                | 2019  | Duo                 | ♀/♀           | Just Dance 2020      |
| Get Ugly                                        | Jason Derulo                                                                           | 2015  | Trio                | ♀/♂/♀         | Just Dance Unlimited |
| Ghost in the Keys                               | Halloween Thrills                                                                      | 2016  | Dance Crew          | ♂/♀/♂/♀       | Just Dance 2017      |
| Ghostbusters                                    | Ray Parker, Jr.                                                                        | 1984  | Dance Crew          | ♂/♂/♂/♂       | Just Dance 2014      |
| Gibberish                                       | MAX                                                                                    | 2015  | Duo                 | ♀/♂           | Just Dance 2016      |
| Giddy On Up                                     | Laura Bell Bundy                                                                       | 2010  | Solo                | ♀             | Just Dance 3         |
| Gimme! Gimme! Gimme! (A Man After Midnight)     | ABBA                                                                                   | 1979  | Solo                | ♀             | ABBA: You Can Dance  |
| Gimme! Gimme! Gimme! (A Man After Midnight)     | ABBA                                                                                   | 1979  | Solo                | ♀             | Just Dance 2014      |
| Girlfriend                                      | Avril Lavigne                                                                          | 2007  | Duo                 | ♀/♀           | Just Dance 2         |
| Girls Just Wanna Have Fun (R)                   | Cyndi Lauper                                                                           | 1983  | Solo                | ♀             | Just Dance           |
| God Is a Woman                                  | Ariana Grande                                                                          | 2018  | Solo                | ♀             | Just Dance 2020      |
| Gold Dust                                       | DJ Fresh                                                                               | 2010  | Solo                | ♂             | Just Dance 4         |
| Good Feeling                                    | Flo Rida                                                                               | 2011  | Solo                | ♂             | Just Dance 4         |
| Got That                                        | Gigi Rowe                                                                              | 2017  | Solo                | ♀             | Just Dance 2018      |
| Groove                                          | Jack & Jack                                                                            | 2014  | Duo                 | ♂/♂           | Just Dance 2017      |
| Hala Bel Khamis                                 | Maan Barghouth                                                                         | 2018  | Solo                | ♂             | Just Dance Unlimited |
| HandClap                                        | Fitz and The Tantrums                                                                  | 2016  | Trio                | ♂/♀/♂         | Just Dance Unlimited |
| Hangover (BaBaBa)                               | Buraka Som Sistema                                                                     | 2011  | Duo                 | ♀/♂           | Just Dance 2016      |
| Happy                                           | Pharrell Williams                                                                      | 2013  | Solo                | ♂             | Just Dance 2015      |
| Havana                                          | Camila Cabello                                                                         | 2017  | Solo                | ♀             | Just Dance 2019      |
| Heart of Glass (R)                              | Blondie                                                                                | 1979  | Solo                | ♀             | Just Dance           |
| Heartbeat Song                                  | Kelly Clarkson                                                                         | 2015  | Solo                | ♀             | Just Dance 2016      |
| Heavy Cross                                     | Gossip                                                                                 | 2009  | Solo                | ♀             | Just Dance 4         |
| Here Comes the Hotstepper*                      | Ini Kamoze (The Hit Crew)                                                              | 1994  | Solo                | ♂             | Just Dance 2         |
| Hey Mama                                        | David Guetta feat. Nicki Minaj, Bebe Rexha & Afrojack                                  | 2015  | Trio                | ♂/♀/♂         | Just Dance 2016      |
| Hey Ya! (R)                                     | OutKast                                                                                | 2003  | Solo                | ♂             | Just Dance 2         |
| High Hopes                                      | Panic! at the Disco                                                                    | 2018  | Dance Crew          | ♂/♀/♂/♀       | Just Dance 2020      |
| Hips Don't Lie                                  | Shakira feat. Wyclef Jean                                                              | 2006  | Solo                | ♀             | Just Dance 2017      |
| Hit 'Em Up Style (Oops!)                        | Blu Cantrell                                                                           | 2001  | Solo                | ♀             | Just Dance 4         |
| Hit The Lights                                  | Selena Gomez & The Scene                                                               | 2012  | Solo                | ♀             | Just Dance 4         |
| Hit the Road Jack*                              | Ray Charles (Charles Percy)                                                            | 1961  | Duo                 | ♂/♀           | Just Dance 2016      |
| Hold My Hand                                    | Jess Glynne                                                                            | 2015  | Solo                | ♂             | Just Dance Unlimited |
| Holding Out for a Hero                          | Bonnie Tyler                                                                           | 1984  | Solo                | ♂             | Just Dance 2015      |
| Holiday* (R)                                    | Madonna (The Hit Crew)                                                                 | 1983  | Solo                | ♀             | Just Dance 2         |
| Honey, Honey                                    | ABBA                                                                                   | 1974  | Dance Crew          | ♀/♀/♀/♂       | ABBA: You Can Dance  |
| Hot N Cold (Chick Version) (R)                  | Katy Perry                                                                             | 2008  | Solo                | ♀             | Just Dance           |
| Hot Stuff                                       | Donna Summer                                                                           | 1979  | Duo                 | ♀/♂           | Just Dance 2         |
| How Deep Is Your Love                           | Calvin Harris & Disciples                                                              | 2015  | Solo                | ♀             | Just Dance Unlimited |
| How Far I'll Go*                                | Auli'i Cravalho (voix du film Vaiana : La Légende du bout du monde de Disney)          | 2016  | Solo                | ♀             | Just Dance 2018      |
| Danse hongroise nº 5 (JD)                       | Johannes Brahms (Brahms by Just Dance Classical Orchestra)                             | 1880  | Duo                 | ♀*/♂*         | Just Dance 3         |
| I Am the Best                                   | 2NE1                                                                                   | 2011  | Trio                | ♀/♀/♀         | Just Dance 2020      |
| I Don't Care                                    | Ed Sheeran feat. Justin Bieber                                                         | 2019  | Solo                | ♀             | Just Dance 4         |
| I Feel It Coming                                | The Weeknd feat. Daft Punk                                                             | 2016  | Solo                | ♂             | Just Dance 2019      |
| I Feel Love                                     | Donna Summer                                                                           | 1977  | Solo                | ♀             | Just Dance 3         |
| I Get Around                                    | The Beach Boys                                                                         | 1966  | Solo                | ♂             | Just Dance           |
| I Gotta Feeling                                 | The Black Eyed Peas                                                                    | 2009  | Solo                | ♂             | Just Dance 2016      |
| I Kissed a Girl                                 | Katy Perry                                                                             | 2008  | Solo                | ♀             | Just Dance 2014      |
| I Like It                                       | Cardi B feat. Bad Bunny & J Balvin                                                     | 2018  | Trio                | ♂/♀/♂         | Just Dance 4         |
| I Like It                                       | The Blackout Allstars                                                                  | 1994  | Duo                 | ♀/♂           | Just Dance 4         |
| I Love Rock 'n' Roll*                           | Joan Jett & The Blackhearts (Fast Forward Highway)                                     | 1975  | Solo                | ♀             | Just Dance 2017      |
| I Need Your Love                                | Calvin Harris feat. Ellie Goulding                                                     | 2013  | Solo                | ♀             | Just Dance 2014      |
| I Was Made For Lovin' You                       | Kiss                                                                                   | 1979  | Dance Crew          | ♂/♂/♀/♂       | Just Dance 3         |
| I Will Survive                                  | Gloria Gaynor                                                                          | 1978  | Solo                | ♂             | Just Dance 2014      |
| I Want You Back (R)                             | Jackson 5                                                                              | 1969  | Solo                | ♂             | Just Dance 2         |
| I'm an Albatraoz                                | AronChupa                                                                              | 2014  | Solo                | ♀             | Just Dance 2016      |
| I'm Still Standing*                             | Elton John (Top Culture)                                                               | 1983  | Solo                | ♂             | Just Dance 2019      |
| Ice Cream                                       | Blackpink & Selena Gomez                                                               | 2020  | Dance Crew          | ♀/♀/♀/♀       | Just Dance 2021      |
| Idealistic (R)                                  | Digitalism                                                                             | 2007  | Solo                | ♀             | Just Dance 2         |
| Ievan Polkka                                    | Hatsune Miku                                                                           | 2007  | Solo                | ♀             | Just Dance 2016      |
| Imya 505                                        | Vremia i Steklo                                                                        | 2016  | Solo                | ♀             | Just Dance Unlimited |
| Instruction                                     | Jax Jones feat. Demi Lovato & Stefflon Don                                             | 2017  | Solo                | ♀             | Just Dance 2018      |
| Into You                                        | Ariana Grande                                                                          | 2016  | Solo                | ♀             | Just Dance 2017      |
| Irish Meadow Dance                              | O'Callaghan's Orchestra                                                                | 2015  | Dance Crew          | ♂/♀/♂/♀       | Just Dance 2016      |
| Isidora                                         | Bog Bog Orkestar                                                                       | 2013  | Solo                | ♂             | Just Dance 2014      |
| Istanbul (Not Constantinople)                   | They Might Be Giants                                                                   | 1990  | Dance Crew          | ♂/♀/♂/♂       | Just Dance 4         |
| It's Raining Men                                | The Weather Girls                                                                      | 1982  | Solo                | ♀             | Just Dance 2         |
| It's You                                        | Duck Sauce                                                                             | 2013  | Solo                | ♂             | Just Dance 2014      |
| Jai Ho (You Are My Destiny) (R)                 | A.R. Rahman & the Pussycat Dolls feat. Nicole Scherzinger                              | 2009  | Solo                | ♀             | Just Dance 2         |
| Jailhouse Rock                                  | Elvis Presley                                                                          | 1957  | Dance Crew          | ♂/♀/♂/♀       | Just Dance 4         |
| Jambo Mambo                                     | Ole Orquesta                                                                           | 2011  | Duo                 | ♀/♂           | Just Dance 3         |
| Je sais pas danser                              | Natoo                                                                                  | 2016  | Solo                | ♀             | Just Dance Unlimited |
| John Wayne                                      | Lady Gaga                                                                              | 2016  | Solo                | ♀             | Just Dance 2018      |
| Juju on That Beat                               | Zay Hilfigerrr & Zayion McCall                                                         | 2016  | Duo                 | ♂/♂           | Just Dance Unlimited |
| Jump                                            | Major Lazer feat. Busy Signal                                                          | 2017  | Duo                 | ♂/♂           | Just Dance Unlimited |
| Jump (For My Love)                              | Girls Aloud                                                                            | 2003  | Duo                 | ♀/♀           | Just Dance 3         |
| Junto a Ti                                      | Martina Stoessel & Lodovica Comello (acteurs de la série télévisée Violetta de Disney) | 2012  | Trio                | ♀/♀/♀         | Just Dance 2016      |
| Just a Gigolo                                   | Louis Prima                                                                            | 1956  | Duo                 | ♂/♀           | Just Dance 2014      |
| Just Dance                                      | Lady Gaga feat. Colby O'Donis                                                          | 2008  | Solo                | ♀             | Just Dance 2014      |
| J'suis Pas Jalouse                              | Andy                                                                                   | 2017  | Duo                 | ♂/♀           | Just Dance Unlimited |
| Kaboom Pow                                      | Nikki Yanofsky                                                                         | 2014  | Solo                | ♀             | Just Dance 2016      |
| Karaoke Forever - Future Underworld Mix         | Alan Tam                                                                               | 1990  | Solo                | ♂             | Just Dance 2017      |
| Katti Kalandal (R)                              | Bollywood                                                                              | 1980  | Duo                 | ♀/♂           | Just Dance 2         |
| Keep On Moving                                  | Michelle Delamor                                                                       | 2017  | Solo                | ♀             | Just Dance 2018      |
| Kill This Love                                  | Blackpink                                                                              | 2019  | Dance Crew          | ♀/♀/♀/♀       | Just Dance 2020      |
| Knowing Me, Knowing You                         | ABBA                                                                                   | 1977  | Dance Crew          | ♂/♀/♀/♂       | ABBA: You Can Dance  |
| Kool Kontact                                    | Glorious Black Belts                                                                   | 2015  | Duo                 | ♂/♂           | Just Dance 2016      |
| Kung Fu Fighting                                | Carl Douglas                                                                           | 1974  | Duo                 | ♂/♂           | Just Dance 2         |
| Kurio ko uddah le jana                          | Lata Mangeshkar & S. P. Balasubrahmanyam (Bollywood Rainbow)                           | 1994  | Duo                 | ♀/♂           | Just Dance 3         |
| Last Christmas*                                 | Wham! (Santa Clones)                                                                   | 1984  | Duo                 | ♀/♂           | Just Dance 2017      |
| Lay All Your Love on Me                         | ABBA                                                                                   | 1980  | Solo                | ♀             | ABBA: You Can Dance  |
| La Bicicleta                                    | Carlos Vives & Shakira                                                                 | 2016  | Duo                 | ♀/♂           | Just Dance 2017      |
| Land of 1000 Dances                             | Wilson Pickett                                                                         | 1966  | Solo                | ♂             | Just Dance 3         |
| Le Freak                                        | Chic                                                                                   | 1978  | Solo                | ♀             | Just Dance           |
| Lean On                                         | Major Lazer & DJ Snake feat. MØ                                                        | 2015  | Dance Crew          | ♂/♀/♂/♀       | Just Dance 2017      |
| Leg Song                                        | LULU                                                                                   | 2016  | Solo                | ♀             | Just Dance 2017      |
| Leila                                           | Cheb Salama                                                                            | 2016  | Solo                | ♀             | Just Dance 2017      |
| Let It Go*                                      | Idina Menzel (voix du film Frozen de Disney)                                           | 2013  | Duo                 | ♀/♀           | Just Dance 2015      |
| Let Me Love You                                 | DJ Snake feat. Justin Bieber                                                           | 2016  | Duo                 | ♂/♀           | Just Dance 2017      |
| Let's Groove*                                   | Earth, Wind & Fire (Equinox Stars)                                                     | 1981  | Trio                | ♂/♂/♂         | Just Dance 2016      |
| Lights                                          | Ellie Goulding                                                                         | 2011  | Solo                | ♀             | Just Dance 2016      |
| Like I Would                                    | Zayn                                                                                   | 2016  | Solo                | ♀             | Just Dance 2017      |
| Little Swing                                    | AronChupa feat. Little Sis Nora                                                        | 2016  | Duo                 | ♀/♂           | Just Dance 2017      |
| Lollipop                                        | Mika                                                                                   | 2007  | Solo                | ♀             | Just Dance 3         |
| Love Boat*                                      | Jack Jones (Frankie Bostello)                                                          | 1979  | Solo                | ♂             | Just Dance 2014      |
| Love Is All*                                    | Roger Glover (The Sunlight Shakers)                                                    | 1974  | Duo                 | ♀/♂           | Just Dance 2015      |
| Love Ward                                       | Hatsune Miku                                                                           | 2009  | Trio                | ♂/♀/♀         | Just Dance 2018      |
| Love You Like A Love Song                       | Selena Gomez & The Scene                                                               | 2011  | Solo                | ♀             | Just Dance 4         |
| Lush Life                                       | Zara Larsson                                                                           | 2015  | Solo                | ♀             | Just Dance Unlimited |
| Macarena*                                       | Los Del Rio (The Girly Team)                                                           | 1995  | Dance Crew          | ♀/♀/♀/♀       | Just Dance 2015      |
| Mad Love                                        | Sean Paul & David Guetta feat. Becky G                                                 | 2018  | Duo                 | ♀/♂           | Just Dance 2019      |
| Magenta Riddim                                  | DJ Snake                                                                               | 2018  | Solo                | ♂             | Just Dance 2021      |
| Make It Jingle                                  | Big Freedia (en)                                                                       | 2016  | Solo                | ♂             | Just Dance 2018      |
| Make Me Feel                                    | Janelle Monáe                                                                          | 2018  | Solo                | ♀             | Just Dance 2019      |
| Mamasita (R)                                    | Latino Sunset                                                                          | 2011  | Duo                 | ♀/♂           | Just Dance 3         |
| Mambo No. 5                                     | Lou Bega (The Lemon Cubes)                                                             | 1999  | Duo                 | ♂/♀           | Just Dance 2         |
| Mamma Mia                                       | ABBA                                                                                   | 1975  | Dance Crew          | ♂/♀/♀/♂       | ABBA: You Can Dance  |
| Maneater                                        | Nelly Furtado                                                                          | 2006  | Solo                | ♀             | Just Dance 4         |
| Maps                                            | Maroon 5                                                                               | 2014  | Solo                | ♀             | Just Dance 2015      |
| Mas que Nada                                    | Sergio Mendes feat. The Black Eyed Peas                                                | 2018  | Solo                | ♀             | Just Dance 4         |
| Mashed Potato Time                              | Dee Dee Sharp                                                                          | 1962  | Solo                | ♀             | Just Dance           |
| Mayores                                         | Becky G feat. Bad Bunny                                                                | 2017  | Solo                | ♀             | Just Dance Unlimited |
| Me Too                                          | Meghan Trainor                                                                         | 2016  | Solo                | ♀             | Just Dance Unlimited |
| Medicina                                        | Anitta                                                                                 | 2018  | Dance Crew          | ♂/♀/♂/♀       | Just Dance Unlimited |
| Mi Gente                                        | J Balvin & Willy William                                                               | 2017  | Trio                | ♂/♂/♂         | Just Dance Unlimited |
| Mi Mi Mi*                                       | Serebro (Hit The Electro Beat)                                                         | 2013  | Duo                 | ♂/♀           | Just Dance 2019      |
| Miłość w Zakopanem                              | Sławomir                                                                               | 2017  | Solo                | ♂             | Just Dance 2019      |
| Miss Understood                                 | Sammie                                                                                 | 2013  | Solo                | ♀             | Just Dance 2014      |
| Moskau*                                         | Dschinghis Khan (Dancing Bros.)                                                        | 1979  | Duo                 | ♂/♀           | Just Dance 2014      |
| Money, Money, Money                             | ABBA                                                                                   | 1976  | Duo                 | ♀/♀           | ABBA: You Can Dance  |
| Monster Mash*                                   | Bobby ''Boris'' Pickett (The Frightners)                                               | 1962  | Solo                | ♂             | Just Dance 2         |
| Move Your Feet                                  | Junior Senior                                                                          | 2003  | Solo                | ♂             | Just Dance 2         |
| Movement is Happiness (Find Your Thing)         | Avishay Goren & Yossi Cohen                                                            | 2014  | Solo                | ♀             | Just Dance 2015      |
| Moves Like Jagger                               | Maroon 5 feat. Christina Aguilera                                                      | 2011  | Solo                | ♂             | Just Dance 4         |
| Mr. Saxobeat                                    | Alexandra Stan                                                                         | 2011  | Solo                | ♀             | Just Dance 4         |
| Mugsy Baloney (R)                               | Charleston                                                                             | 1924  | Duo                 | ♀/♂           | Just Dance 2         |
| My Main Girl                                    | MainStreet                                                                             | 2013  | Solo                | ♀             | Just Dance 2014      |
| Narco                                           | Blasterjaxx & Timmy Trumpet                                                            | 2017  | Solo                | ♂             | Just Dance 2019      |
| Naughty Girl                                    | Beyoncé                                                                                | 2004  | Solo                | ♀             | Just Dance 2018      |
| Never Can Say Goodbye                           | Gloria Gaynor                                                                          | 1974  | Solo                | ♀             | Just Dance 2015      |
| New Reality                                     | Gigi Rowe                                                                              | 2018  | Solo                | ♀             | Just Dance 2019      |
| New Rules                                       | Dua Lipa                                                                               | 2017  | Solo                | ♀             | Just Dance 2019      |
| New World                                       | Krewella & Yellow Claw feat. VAVA                                                      | 2018  | Solo                | ♀             | Just Dance 2019      |
| Nine in the Afternoon                           | Panic! at the Disco                                                                    | 2008  | Duo                 | ♀/♂           | Just Dance 2         |
| Nitro Bot                                       | Sentai Express                                                                         | 2013  | Duo                 | ♂/♀           | Just Dance 2014      |
| No Control                                      | One Direction                                                                          | 2014  | Dance Crew          | ♂/♂/♂/♂       | Just Dance 2016      |
| No Lie                                          | Sean Paul feat. Dua Lipa                                                               | 2016  | Duo                 | ♀/♂           | Just Dance Unlimited |
| No Limit (R)                                    | 2 Unlimited                                                                            | 1993  | Duo                 | ♀/♂           | Just Dance 3         |
| No Tears Left to Cry                            | Ariana Grande                                                                          | 2018  | Solo                | ♀             | Just Dance 2019      |
| Not Your Ordinary                               | Stella Mwangi                                                                          | 2017  | Dance Crew          | ♀/♀/♀/♀       | Just Dance 2019      |
| Oath                                            | Cher Lloyd feat. Becky G                                                               | 2012  | Duo                 | ♀/♀           | Just Dance 4         |
| Obsesión                                        | Aventura                                                                               | 2002  | Duo                 | ♂/♀           | Just Dance 2019      |
| Oh No!                                          | Marina & the Diamonds                                                                  | 2010  | Solo                | ♀             | Just Dance 4         |
| Oishii Oishii                                   | Wanko Ni Mero Mero                                                                     | 2016  | Duo                 | ♂/♀           | Just Dance 2017      |
| OMG                                             | Arash feat. Snoop Dogg                                                                 | 2016  | Trio                | ♂/♂/♂         | Just Dance 2019      |
| On Ne Porte Pas De Sous-Vêtements               | McFly & Carlito                                                                        | 2018  | Duo                 | ♂/♀           | Just Dance Unlimited |
| Ona Tańczy Dla Mnie                             | Weekend                                                                                | 2012  | Duo                 | ♀/♂           | Just Dance Unlimited |
| One Kiss                                        | Calvin Harris & Dua Lipa                                                               | 2018  | Solo                | ♀             | Just Dance 2019      |
| One Way or Another (Teenage Kicks)              | One Direction                                                                          | 2013  | Solo                | ♂             | Just Dance 2014      |
| Oops!... I Did It Again*                        | Britney Spears (The Girly Team)                                                        | 2000  | Dance Crew          | ♀/♀/♀/♀       | Just Dance 4         |
| Pac-Man                                         | Dancing Bros.                                                                          | 1980  | Dance Crew          | ♂/♂/♀/♂       | Just Dance 2019      |
| Paca Dance                                      | The Just Dance Band                                                                    | 2020  | Duo                 | ♀/♂           | Just Dance 2021      |
| Part of Me                                      | Katy Perry                                                                             | 2012  | Solo                | ♀             | Just Dance 4         |
| Party Rock Anthem (R)                           | LMFAO feat. Lauren Bennett & GoonRock                                                  | 2011  | Solo                | ♂             | Just Dance 3         |
| Peanut Butter Jelly                             | Galantis                                                                               | 2015  | Trio                | ♀/♂/♀         | Just Dance Unlimited |
| Pound the Alarm                                 | Nicki Minaj                                                                            | 2012  | Dance Crew          | ♀/♀/♀/♀       | Just Dance 2014      |
| PoPiPo                                          | Hatsune Miku                                                                           | 2008  | Trio                | ♂/♀/♀         | Just Dance 2017      |
| Primadonna                                      | Marina & the Diamonds                                                                  | 2012  | Solo                | ♀             | Just Dance 4         |
| Prince Ali*                                     | Robin Williams (voix du film Aladdin de Disney)                                        | 1992  | Dance Crew          | ♂/♀/♂/♂       | Just Dance 2014      |
| Professor Pumplestickle                         | Nick Phoenix & Thomas J. Bergersen                                                     | 2006  | Duo                 | ♂/♂           | Just Dance 2         |
| Promiscuous                                     | Nelly Furtado feat. Timbaland                                                          | 2006  | Duo                 | ♀/♂           | Just Dance 3         |
| Rabiosa                                         | Shakira feat. El Cata                                                                  | 2011  | Solo                | ♀             | Just Dance 2016      |
| RADICAL                                         | Dyro & Dannic                                                                          | 2014  | Duo                 | ♀             | Just Dance 2017      |
| Rasputin (R)                                    | Boney M.                                                                               | 1978  | Solo                | ♂             | Just Dance 2         |
| Rhythm of the Night*                            | Corona (Ultraclub 90)                                                                  | 1993  | Solo                | ♀             | Just Dance 2019      |
| Risky Business                                  | Jorge Blanco                                                                           | 2017  | Solo                | ♂             | Just Dance 2018      |
| Roar                                            | Katy Perry                                                                             | 2013  | Solo                | ♀             | Just Dance 2014      |
| Rock n' Roll (Will Take You to the Mountain)    | Skrillex                                                                               | 2010  | Solo                | ♂             | Just Dance 4         |
| Rock n Roll                                     | Avril Lavigne                                                                          | 2013  | Solo                | ♀             | Just Dance 2014      |
| Rockabye                                        | Clean Bandit feat. Sean Paul & Anne-Marie                                              | 2016  | Duo                 | ♂/♀           | Just Dance 2018      |
| Rockafeller Skank                               | Fatboy Slim                                                                            | 1998  | Solo                | ♂             | Just Dance 2         |
| Run the Night                                   | Gigi Rowe                                                                              | 2016  | Solo                | ♀             | Just Dance 2017      |
| SOS                                             | ABBA                                                                                   | 1975  | Duo                 | ♀/♀           | ABBA: You Can Dance  |
| Safe and Sound (R)                              | Capital Cities                                                                         | 2011  | Solo                | ♀-♂-♀-♂-♀     | Just Dance 2014      |
| Sangria Wine                                    | Pharrell Williams x Camila Cabello                                                     | 2018  | Solo                | ♀             | Just Dance 2019      |
| Satellite                                       | Lena Meyer-Landrut                                                                     | 2010  | Solo                | ♀             | Just Dance 3         |
| Sax                                             | Fleur East                                                                             | 2015  | Trio                | ♀/♀/♀         | Just Dance Unlimited |
| Say So                                          | Doja Cat                                                                               | 2020  | Duo                 | ♀/♀           | Just Dance 2021      |
| Sayonara                                        | Wanko Ni Mero Mero                                                                     | 2017  | Solo                | ♀             | Just Dance 2018      |
| Scream & Shout                                  | will.i.am feat. Britney Spears                                                         | 2012  | Dance Crew          | ♂/♀/♂/♀       | Just Dance 2017      |
| September*                                      | Earth, Wind & Fire (Equinox Stars)                                                     | 1978  | Trio                | ♂/♀/♂         | Just Dance 2017      |
| Sexy and I Know It                              | LMFAO                                                                                  | 2011  | Solo                | ♂             | Just Dance 2014      |
| Señorita                                        | Shawn Mendes & Camila Cabello                                                          | 2019  | Duo                 | ♂/♀           | Just Dance 2021      |
| Shaky Shaky                                     | Daddy Yankee                                                                           | 2016  | Solo                | ♂             | Just Dance 2019      |
| Shape of You                                    | Ed Sheeran                                                                             | 2017  | Solo                | ♂             | Just Dance 2018      |
| She's Got Me Dancing (R)                        | Tommy Sparks                                                                           | 2009  | Solo                | ♂             | Just Dance 3         |
| Shut Up and Dance                               | Walk the Moon                                                                          | 2014  | Duo                 | ♀/♂           | Just Dance Unlimited |
| Side to Side                                    | Ariana Grande feat. Nicki Minaj                                                        | 2016  | Solo                | ♀             | Just Dance 2018      |
| Single Ladies (Put a Ring on It)                | Beyoncé                                                                                | 2008  | Solo                | ♀             | Just Dance 2017      |
| Slumber Party                                   | Britney Spears feat. Tinashe                                                           | 2016  | Dance Crew          | ♀/♀/♀/♀       | Just Dance 2018      |
| Smile (Улыбайся)                                | IOWA                                                                                   | 2013  | Solo                | ♀             | Just Dance Unlimited |
| So Glamorous                                    | The Girly Team                                                                         | 2012  | Solo                | ♀             | Just Dance 4         |
| Somethin' Stupid                                | Robbie Williams & Nicole Kidman                                                        | 2001  | Duo                 | ♀/♂           | Just Dance 3         |
| Sorry                                           | Justin Bieber                                                                          | 2015  | Solo                | ♂             | Just Dance 2017      |
| Soul Searchin'                                  | Groove Century                                                                         | 2011  | Solo                | ♂             | Just Dance 3         |
| Spectronizer                                    | Sentai Express                                                                         | 2011  | Dance Crew          | ♀/♂/♂/♂       | Just Dance 3         |
| Stadium Flow                                    | Imposs                                                                                 | 2015  | Solo                | ♂             | Just Dance 2016      |
| Starships                                       | Nicki Minaj                                                                            | 2012  | Solo                | ♀             | Just Dance 2014      |
| Step by Step (R)                                | New Kids on the Block                                                                  | 1990  | Solo                | ♂             | Just Dance           |
| Stuck on a Feeling                              | Prince Royce                                                                           | 2014  | Solo                | ♂             | Just Dance 2016      |
| Sugar                                           | Maroon 5                                                                               | 2015  | Duo                 | ♀*/♂*         | Just Dance 2019      |
| Sugar Dance                                     | The Just Dance Band                                                                    | 2017  | Solo                | ♂             | Just Dance 2018      |
| Summer                                          | Calvin Harris                                                                          | 2014  | Solo                | ♀             | Just Dance 2015      |
| Sun                                             | DEMO                                                                                   | 1999  | Solo                | ♀             | Just Dance Unlimited |
| Super Bass                                      | Nicki Minaj                                                                            | 2011  | Solo                | ♀             | Just Dance 4         |
| Super Trouper                                   | ABBA                                                                                   | 1980  | Solo                | ♀             | ABBA: You Can Dance  |
| Superstition                                    | Stevie Wonder                                                                          | 1972  | Solo                | ♂             | Just Dance 4         |
| Sway (Quien Sera)* (R)                          | Michael Bublé (Marine Band)                                                            | 2004  | Duo                 | ♀/♂           | Just Dance 2         |
| Sweet Little Unforgettable Thing                | Bea Miller                                                                             | 2018  | Solo                | ♀             | Just Dance 2019      |
| Sweet Sensation                                 | Flo Rida                                                                               | 2018  | Dance Crew          | ♂️/♀/♂️/♂️    | Just Dance 2019      |
| Swish Swish                                     | Katy Perry feat. Nicki Minaj                                                           | 2017  | Dance Crew          | ♂/♀/♀/♂       | Just Dance 2018      |
| Take a Chance on Me                             | ABBA                                                                                   | 1978  | Duo                 | ♀/♀           | ABBA: You Can Dance  |
| Take Me Out                                     | Franz Ferdinand                                                                        | 2004  | Solo                | ♀             | Just Dance 2         |
| Take On Me                                      | a-ha                                                                                   | 1985  | Solo                | ♂             | Just Dance 3         |
| Taki Taki                                       | DJ Snake feat. Ozuna, Cardi B & Selena Gomez                                           | 2018  | Solo                | ♂             | Just Dance 2020      |
| Talk                                            | Khalid                                                                                 | 2019  | Solo                | ♂             | Just Dance 2020      |
| Taste the Feeling                               | Avicii vs. Conrad Sewell                                                               | 2016  | Solo                | ♂             | Just Dance Unlimited |
| Te Dominar                                      | Daya Luz                                                                               | 2016  | Trio                | ♂/♀/♂         | Just Dance 2017      |
| Teacher                                         | Nick Jonas                                                                             | 2014  | Solo                | ♂             | Just Dance 2016      |
| Teenage Dream (R)                               | Katy Perry                                                                             | 2010  | Solo                | ♀             | Just Dance 3         |
| That's Not My Name                              | The Ting Tings                                                                         | 2008  | Solo                | ♀             | Just Dance 2         |
| That's the Way (I Like It) (R)                  | KC and the Sunshine Band                                                               | 1975  | Solo                | ♂             | Just Dance           |
| #thatPOWER                                      | will.i.am feat. Justin Bieber                                                          | 2013  | Dance Crew          | ♀/♂/♂/♀       | Just Dance 2014      |
| The Choice Is Yours                             | Darius Dante Van Dijk                                                                  | 2015  | Solo                | ♂             | Just Dance 2016      |
| The Final Countdown                             | Europe                                                                                 | 1986  | Duo                 | ♂/♂           | Just Dance 4         |
| The Greatest                                    | Sia                                                                                    | 2016  | Solo                | ♀             | Just Dance Unlimited |
| The Master Blaster                              | Inspector Marceau                                                                      | 2011  | Duo                 | ♀/♂           | Just Dance 3         |
| The Other Side                                  | Jason Derulo                                                                           | 2013  | Solo                | ♂             | Just Dance 2014      |
| The Way                                         | Ariana Grande feat. Mac Miller                                                         | 2013  | Duo                 | ♂/♀           | Just Dance 2014      |
| The Way I Are (Dance with Somebody)             | Bebe Rexha feat. Lil Wayne                                                             | 2017  | Duo                 | ♀/♂           | Just Dance 2018      |
| The Winner Takes It All                         | ABBA                                                                                   | 1980  | Solo                | ♀             | ABBA: You Can Dance  |
| The World is Ours (7)                           | David Correy feat. Monobloco                                                           | 2014  | Solo + Hold My Hand | ♂ → ♀/♂/♂/♀/♂ | Just Dance 2014      |
| There is Nothing Better in the World            | Oleg Anofriyev (Bremenskiye Muzykanty)                                                 | 1969  | Duo                 | ♂/♀           | Just Dance Unlimited |
| These Boots Are Made for Walkin'*               | Nancy Sinatra (The Girly Team)                                                         | 1966  | Solo                | ♀             | Just Dance 2016      |
| This is Halloween                               | Danny Elfman                                                                           | 1993  | Dance Crew          | ♀/♂/♂/♀       | Just Dance 3         |
| This Is How We Do                               | Katy Perry                                                                             | 2014  | Dance Crew          | ♀/♀/♀/♀       | Just Dance 2016      |
| Thumbs                                          | Sabrina Carpenter                                                                      | 2016  | Solo                | ♀             | Just Dance 2018      |
| Tico-Tico no Fubá*                              | Zequinha de Abreu (The Frankie Bostello Orchestra)                                     | 1917  | Duo                 | ♂/♀           | Just Dance 2017      |
| Tik Tok                                         | Ke$ha                                                                                  | 2009  | Solo                | ♀             | Just Dance 2         |
| Till I Find You                                 | Austin Mahone                                                                          | 2014  | Solo                | ♂             | Just Dance 2015      |
| Time Warp*                                      | Cast of The Rocky Horror Picture Show (Halloween Thrills)                              | 1975  | Dance Crew          | ♂/♀/♀/♂       | Just Dance 4         |
| Titanium                                        | David Guetta feat. Sia                                                                 | 2011  | Solo                | ♀             | Just Dance 2017      |
| TOY                                             | Netta                                                                                  | 2018  | Solo                | ♀             | Just Dance 2019      |
| Tribal Dance                                    | 2 Unlimited                                                                            | 1993  | Duo                 | ♀/♂           | Just Dance 4         |
| Tumbum                                          | Yemi Alade                                                                             | 2016  | Dance Crew          | ♂/♀/♀/♂       | Just Dance 2018      |
| Turn Up the Love                                | Far East Movement feat. Cover Drive                                                    | 2012  | Duo                 | ♂/♀           | Just Dance 2014      |
| Twist & Shake it (R)                            | The Girly Team                                                                         | 2008  | Duo                 | ♀/♀           | Just Dance 3         |
| U Can't Touch This*                             | MC Hammer (Groove Century)                                                             | 1990  | Solo                | ♂             | Just Dance           |
| Un Poco Loco*                                   | Anthony Gonzalez & Gael García Bernal (acteurs du film Coco de Disney-Pixar)           | 2017  | Solo                | ♂             | Just Dance 2019      |
| Under the Sea*                                  | Cast of Disney's The Little Mermaid                                                    | 1989  | Solo + Seated Dance | ♀             | Just Dance 2016      |
| Uptown Funk                                     | Mark Ronson feat. Bruno Mars                                                           | 2014  | Solo                | ♂-♀-♂-♀       | Just Dance 2016      |
| Venus                                           | Bananarama                                                                             | 1986  | Solo                | ♀             | Just Dance 3         |
| Voulez-Vous                                     | ABBA                                                                                   | 1979  | Solo                | ♀             | ABBA: You Can Dance  |
| Waka Waka (This Time for Africa)                | Shakira                                                                                | 2010  | Trio                | ♂/♀/♀         | Just Dance 2018      |
| Wake Me Up                                      | Avicii feat. Aloe Blacc                                                                | 2013  | Solo                | ♂             | Just Dance 2014      |
| Wake Me Up Before You Go-Go                     | Wham!                                                                                  | 1984  | Solo                | ♂             | Just Dance 2         |
| Waking Up in Vegas                              | Katy Perry                                                                             | 2009  | Solo                | ♀             | Just Dance 2014      |
| Walk Like an Egyptian                           | The Bangles                                                                            | 1986  | Solo                | ♀             | Just Dance 2         |
| Walk This Way                                   | Run–D.M.C. & Aerosmith                                                                 | 1986  | Dance Crew          | ♂/♂/♂/♂       | Just Dance 2015      |
| Want to Want Me                                 | Jason Derulo                                                                           | 2015  | Solo                | ♂             | Just Dance 2016      |
| Want U Back                                     | Cher Lloyd feat. Astro                                                                 | 2012  | Solo                | ♀             | Just Dance 4 (Wii U) |
| Watch Me (Whip/Nae Nae)                         | Silentó                                                                                | 2015  | Dance Crew          | ♂/♂/♂/♀       | Just Dance 2017      |
| Water Me                                        | Lizzo                                                                                  | 2017  | Solo                | ♂             | Just Dance 2019      |
| Waterloo                                        | ABBA                                                                                   | 1974  | Dance Crew          | ♂/♀/♀/♂       | ABBA: You Can Dance  |
| We R Who We R                                   | Ke$ha                                                                                  | 2010  | Solo                | ♀             | Just Dance 4         |
| We No Speak Americano*                          | Yolanda Be Cool & DCUP (Hit the Electro Beat)                                          | 2010  | Solo                | ♂             | Just Dance 4         |
| What About Love                                 | Austin Mahone                                                                          | 2013  | Solo                | ♂             | Just Dance 2014      |
| What Is Love*                                   | Haddaway (Ultraclub 90)                                                                | 1993  | Solo                | ♂             | Just Dance 2017      |
| What Lovers Do                                  | Maroon 5 feat. SZA                                                                     | 2017  | Duo                 | ♀/♂           | Just Dance Unlimited |
| When the Rain Begins to Fall*                   | Jermaine Jackson & Pia Zadora (Sky Trucking)                                           | 1984  | Duo                 | ♀/♂           | Just Dance 2016      |
| Where Are You Now?                              | Lady Leshurr feat. Wiley                                                               | 2016  | Trio                | ♀/♀/♀         | Just Dance 2019      |
| Wherever I Go                                   | OneRepublic                                                                            | 2016  | Solo                | ♂             | Just Dance 2017      |
| Who Let the Dogs Out?*                          | Baha Men (The Sunlight Shakers)                                                        | 2000  | Solo                | ♂             | Just Dance           |
| Wild                                            | Jessie J feat. Big Sean                                                                | 2013  | Solo                | ♀             | Just Dance 2014      |
| William Tell - Overture                         | Rossini                                                                                | 1828  | Duo                 | ♂/♂           | Just Dance 2016      |
| Work Work                                       | Britney Spears                                                                         | 2013  | Trio                | ♀/♀/♀         | Just Dance 2019      |
| Worth It                                        | Fifth Harmony feat. Kid Ink                                                            | 2015  | Solo                | ♀             | Just Dance 2017      |
| XMas Tree                                       | Bollywood Santa                                                                        | 2014  | Duo                 | ♀/♂           | Just Dance 2015      |
| Y.M.C.A.                                        | Village People                                                                         | 1978  | Dance Crew          | ♂*/♂*/♂*/♂*   | Just Dance 2014      |
| You Can't Hurry Love                            | The Supremes                                                                           | 1966  | Duo                 | ♀/♀           | Just Dance 2         |
| You Don't Know Me                               | Jax Jones feat. RAYE                                                                   | 2016  | Solo                | ♀             | Just Dance Unlimited |
| You Make Me Feel                                | Cobra Starship feat. Sabi                                                              | 2011  | Solo                | ♀             | Just Dance 4         |
| You Never Can Tell*                             | Chuck Berry (A. Caveman & The Backseats)                                               | 1964  | Duo                 | ♂/♀           | Just Dance 2016      |
| You Spin Me Round (Like a Record)               | Dead or Alive                                                                          | 1985  | Solo                | ♂             | Just Dance 2015      |
| You're On My Mind                               | Imposs feat. J. Perry                                                                  | 2014  | Dance Crew Mashup   | Various       | Just Dance 2015      |
| You're the First, the Last, My Everything       | Barry White                                                                            | 1974  | Dance Crew          | ♂/♂/♂/♂       | Just Dance 4         |
| You're The One That I Want                      | John Travolta & Olivia Newton-John (acteurs du film Grease de Paramount Pictures)      | 1978  | Duo + Sing Along    | ♀/♂           | Just Dance 2016      |
| Youth                                           | Troye Sivan                                                                            | 2015  | Solo                | ♂             | Just Dance Unlimited |

### Mode Alternative
La liste ci-dessous sont les chorégraphies alternatives qui apparaissent dans les précédents jeux de Just Dance à Just Dance 2021, qui comprennent:
| Chanson                                         | Artiste                                               | Année | Mode dance                         | Genre   | Jeu                  |
| ----------------------------------------------- | ----------------------------------------------------- | ----- | ---------------------------------- | ------- | -------------------- |
| #thatPOWER                                      | will.i.am feat. Justin Bieber                         | 2013  | Extreme Version Solo               | ♂       | Just Dance 2014      |
| #thatPOWER                                      | will.i.am feat. Justin Bieber                         | 2013  | On Stage Mode Trio                 | ♂/♂/♂   | Just Dance 2014      |
| 24K Magic                                       | Bruno Mars                                            | 2016  | Extreme Version Solo               | ♂       | Just Dance 2018      |
| 7 Rings                                         | Ariana Grande                                         | 2019  | Extreme Version Solo               | ♀       | Just Dance 2020      |
| A Little Party Never Killed Nobody (All We Got) | Fergie feat. Q-Tip & GoonRock                         | 2013  | 1950s Version Trio                 | ♂/♀/♂   | Just Dance 2019      |
| All About That Bass                             | Meghan Trainor                                        | 2014  | Flower & Bee Version Duo           | ♂/♀     | Just Dance 2016      |
| Animals                                         | Martin Garrix                                         | 2013  | Extreme Version Solo               | ♂       | Just Dance 2016      |
| Another One Bites the Dust                      | Queen                                                 | 1980  | Stunt Version Solo                 | ♂       | Just Dance 2018      |
| Automaton                                       | Jamiroquai                                            | 2017  | Tomato Version Solo                | ♂       | Just Dance 2018      |
| Blurred Lines                                   | Robin Thicke feat. Pharrell Williams                  | 2013  | Extreme Version Solo               | ♀       | Just Dance 2014      |
| Born This Way                                   | Lady Gaga                                             | 2011  | Nerd Version Solo                  | ♂       | Just Dance 2016      |
| Bubble Pop!                                     | HyunA                                                 | 2011  | Bubble Gum Version Dance Crew      | ♀/♂/♀/♂ | Just Dance 2018      |
| Bum Bum Tam Tam                                 | MC Fioti, Future, J Balvin, Stefflon Don & Juan Magan | 2017  | Mad Scientist Version Duo          | ♂/♂     | Just Dance 2019      |
| Can't Take My Eyes Off You                      | Boys Town Gang                                        | 1982  | Wrestler Version Solo              | ♂       | Just Dance 4         |
| Cake by the Ocean                               | DNCE                                                  | 2015  | Earphones Version Duo              | ♀/♂     | Just Dance 2017      |
| Chantaje                                        | Shakira feat. Maluma                                  | 2016  | Subway Version Trio                | ♀/♀/♀   | Just Dance 2018      |
| Cheap Thrills                                   | Sia feat. Sean Paul                                   | 2016  | Bollywood Version Duo              | ♀/♂     | Just Dance 2017      |
| Chiwawa                                         | Wanko Ni Mero Mero                                    | 2015  | Remastered Version by Barbie Solo  | ♀       | Just Dance Unlimited |
| Circus                                          | Britney Spears                                        | 2008  | Extreme Version Solo               | ♀       | Just Dance 2016      |
| Cola Song                                       | Inna feat. J Balvin                                   | 2014  | Candy Version Dance Crew           | ♂/♀/♂/♀ | Just Dance 2017      |
| Despacito                                       | Luis Fonsi & Daddy Yankee                             | 2017  | Extreme Version Solo               | ♂       | Just Dance 2018      |
| Dharma                                          | Headhunterz & KSHMR                                   | 2016  | Fight Version Duo                  | ♂/♂     | Just Dance 2018      |
| Don't Stop Me Now                               | Queen                                                 | 1979  | Panda Version Solo                 | ♂       | Just Dance 2017      |
| El Tiki                                         | Maluma                                                | 2015  | Trio Version Trio                  | ♀/♂/♀   | Just Dance 2017      |
| Fancy                                           | Iggy Azalea feat. Charli XCX                          | 2014  | Indian Version Solo                | ♀       | Just Dance 2016      |
| Fine China                                      | Chris Brown                                           | 2013  | Extreme Version Solo               | ♂       | Just Dance 2014      |
| Finesse (Remix)                                 | Bruno Mars feat. Cardi B                              | 2018  | Extreme Version Solo               | ♀       | Just Dance 2019      |
| Gentleman                                       | PSY                                                   | 2013  | Sweat Version Solo                 | ♀       | Just Dance 2014      |
| Gimme! Gimme! Gimme! (A Man After Midnight)     | ABBA                                                  | 1979  | On Stage Mode Trio                 | ♂/♀/♂   | Just Dance 2014      |
| Ghostbusters                                    | Ray Parker, Jr.                                       | 1984  | Sweat Version Solo                 | ♀       | Just Dance 2014      |
| Good Feeling                                    | Flo Rida                                              | 2011  | Extreme Version Solo               | ♂       | Just Dance 4         |
| Happy                                           | Pharrell Williams                                     | 2013  | Sing Along Trio                    | ♂/♂/♂   | Just Dance 2015      |
| Havana                                          | Camila Cabello                                        | 2017  | Tango Version Duo                  | ♂/♀     | Just Dance 2019      |
| Hey Mama                                        | David Guetta feat. Nicki Minaj, Bebe Rexha & Afrojack | 2014  | Geisha Version Trio                | ♀/♀/♀   | Just Dance 2016      |
| Hips Don't Lie                                  | Shakira feat. Wyclef Jean                             | 2005  | Sumo Version Duo                   | ♂/♂     | Just Dance 2017      |
| Hit the Road Jack*                              | Ray Charles (Charles Percy)                           | 1961  | Line Dance Version Trio            | ♂/♀/♂   | Just Dance 2016      |
| I Gotta Feeling                                 | The Black Eyed Peas                                   | 2009  | Classroom Version Duo              | ♂/♀     | Just Dance 2016      |
| I Kissed a Girl                                 | Katy Perry                                            | 2008  | On-Stage Trio                      | ♂/♀/♀   | Just Dance 2014      |
| I Kissed a Girl                                 | Katy Perry                                            | 2008  | Sweat Version Solo                 | ♀       | Just Dance 2014      |
| I Will Survive                                  | Gloria Gaynor                                         | 1978  | On Stage Mode Trio                 | ♂/♀/♂   | Just Dance 2014      |
| It's You                                        | Duck Sauce                                            | 2013  | Sweat Version Solo                 | ♀       | Just Dance 2014      |
| Jailhouse Rock                                  | Elvis Presley                                         | 1957  | Line Dance Solo                    | ♀/♂/♀   | Just Dance 4         |
| John Wayne                                      | Lady Gaga                                             | 2016  | Extreme Version Solo               | ♀       | Just Dance 2018      |
| Just Dance                                      | Lady Gaga feat. Colby O'Donis                         | 2008  | On Stage Mode Trio                 | ♀/♀/♀   | Just Dance 2014      |
| Just Dance                                      | Lady Gaga feat. Colby O'Donis                         | 2008  | Sweat Version Solo                 | ♂       | Just Dance 2014      |
| Kissing Strangers                               | DNCE feat. Nicki Minaj                                | 2017  | Charleston Version Duo             | ♀/♂     | Just Dance 2018      |
| Lean On                                         | Major Lazer & DJ Snake feat. MØ                       | 2015  | Scarf Version Solo                 | ♀       | Just Dance 2017      |
| Let It Go*                                      | Cast of Disney's Frozen                               | 2013  | Sing Along Solo                    | ♀       | Just Dance 2015      |
| Medicina                                        | Anitta                                                | 2018  | Extreme Version Solo               | ♂       | Just Dance Unlimited |
| Mi Mi Mi*                                       | Serebro (Hit The Electro Beat)                        | 2013  | Fashion Version Dance Crew         | ♀/♀/♀/♀ | Just Dance 2019      |
| New Rules                                       | Dua Lipa                                              | 2017  | Extreme Version Solo               | ♂       | Just Dance 2019      |
| OMG                                             | Arash feat. Snoop Dogg                                | 2016  | Extreme Version Solo               | ♀       | Just Dance 2019      |
| Pound the Alarm                                 | Nicki Minaj                                           | 2012  | Extreme Version Solo               | ♂       | Just Dance 2014      |
| Rabiosa                                         | Shakira feat. El Cata                                 | 2011  | Latin Fitness Version Solo         | ♀       | Just Dance 2016      |
| RADICAL                                         | Dyro & Dannic                                         | 2014  | Helmet Version Duo                 | ♂/♂     | Just Dance 2017      |
| Scream & Shout                                  | will.i.am feat. Britney Spears                        | 2012  | Extreme Version Solo               | ♂       | Just Dance 2017      |
| September*                                      | Earth, Wind & Fire (Equinox Stars)                    | 1978  | Disco Fitness Version Solo         | ♂       | Just Dance 2017      |
| Side to Side                                    | Ariana Grande feat. Nicki Minaj                       | 2016  | Cycling Version Solo               | ♀       | Just Dance 2018      |
| Sorry                                           | Justin Bieber                                         | 2015  | Extreme Version Solo               | ♀       | Just Dance 2017      |
| Starships                                       | Nicki Minaj                                           | 2012  | Charleston Version Duo             | ♀/♂     | Just Dance 2014      |
| Summer                                          | Calvin Harris                                         | 2014  | Sweat Version Solo                 | ♂       | Just Dance 2015      |
| Taki Taki                                       | DJ Snake feat. Ozuna, Cardi B & Selena Gomez          | 2018  | Extreme Version Duo                | ♂/♂     | Just Dance 2020      |
| Talk                                            | Khalid                                                | 2019  | Extreme Version Solo               | ♀       | Just Dance 2020      |
| Taste the Feeling                               | Avicii vs. Conrad Sewell                              | 2016  | Olympic Version Solo               | ♀       | Just Dance Unlimited |
| Teacher                                         | Nick Jonas                                            | 2014  | Car Version Duo                    | ♂/♂     | Just Dance 2016      |
| This Is How We Do                               | Katy Perry                                            | 2014  | Aerobics Version Solo              | ♀       | Just Dance 2016      |
| Tribal Dance                                    | 2 Unlimited                                           | 1993  | With A Katana Solo                 | ♂       | Just Dance 4         |
| Tumbum                                          | Yemi Alade                                            | 2016  | Extreme Version Solo               | ♀       | Just Dance 2018      |
| Turn Up the Love                                | Far East Movement feat. Cover Drive                   | 2012  | Sumo Version Dance Crew            | ♂/♂/♂/♂ | Just Dance 2014      |
| Uptown Funk                                     | Mark Ronson feat. Bruno Mars                          | 2014  | Tuxedo Version Trio                | ♂/♂/♂   | Just Dance 2016      |
| Waka Waka (This Time for Africa)                | Shakira                                               | 2010  | Football Version Dance Crew        | ♂/♂/♂/♂ | Just Dance 2018      |
| Wake Me Up Before You Go-Go                     | Wham!                                                 | 1984  | The Emoji Movie Remake Version Duo | ♂/♀     | Just Dance Unlimited |
| Walk This Way                                   | Run–D.M.C. & Aerosmith                                | 1986  | Old School Solo                    | ♀       | Just Dance 2015      |
| Want to Want Me                                 | Jason Derulo                                          | 2015  | Couple Version Duo                 | ♂/♀     | Just Dance 2016      |
| Watch Me (Whip/Nae Nae)                         | Silentó                                               | 2015  | Family Battle Version Dance Crew   | ♀/♀/♂/♂ | Just Dance 2017      |
| Water Me                                        | Lizzo                                                 | 2017  | Tennis Version Duo                 | ♂/♂     | Just Dance 2019      |
| What Is Love*                                   | Haddaway (Ultraclub 90)                               | 1993  | Car Version Duo                    | ♂/♂     | Just Dance 2017      |
| Where Are You Now?                              | Lady Leshurr feat. Wiley                              | 2016  | Hide & Seek Version Duo            | ♂/♂     | Just Dance 2019      |
| Work Work                                       | Britney Spears                                        | 2013  | Extreme Version Solo               | ♂       | Just Dance 2019      |
| Worth It                                        | Fifth Harmony feat. Kid Ink                           | 2015  | Extreme Crew Version Dance Crew    | ♀/♀/♀/♀ | Just Dance 2017      |

### Mode Kids
La liste ci-dessous sont les chorégraphies qui apparaissent dans la série de Just Dance Kids, puis le mode Kids à partir de Just Dance 2014 à Just Dance 2021, qui comprennent:
| Chanson                           | Artiste                                                  | Année          | Mode dance | Genre | Jeu                         |
| --------------------------------- | -------------------------------------------------------- | -------------- | ---------- | ----- | --------------------------- |
| A Pirate You Shall Be             | Tom Zehnder                                              | 2013           | Solo       | ♂     | Just Dance Kids 2014        |
| Accidentally in Love              | Counting Crows (The Just Dance Kids)                     | 2004           | Solo       | ♀     | Just Dance Kids 2           |
| Alphabet Song                     | The Just Dance Kids                                      | Traditionnelle | Solo       | ♂     | Just Dance Kids             |
| Amazing Girl                      | The Girly Team                                           | 2017           | Solo       | ♀     | Just Dance 2018 (Kids Mode) |
| Boogiesaurus                      | A. Caveman & The Backseats                               | 2018           | Solo       | ♂     | Just Dance 2019 (Kids Mode) |
| Cosmic Party                      | Equinox Stars                                            | 2018           | Solo       | ♀     | Just Dance 2019 (Kids Mode) |
| Day-O (The Banana Boat Song)*     | Harry Belafonte (The Just Dance Kids)                    | 1956           | Solo       | ♂     | Just Dance Kids 2014        |
| Fearless Pirate                   | Marine Band                                              | 2016           | Solo       | ♂     | Just Dance 2018 (Kids Mode) |
| Five Little Monkeys               | The Just Dance Kids                                      | Traditionnelle | Solo       | ♀     | Just Dance Kids 2           |
| Footloose*                        | Kenny Loggins (Top Culture)                              | 1984           | Solo       | ♂     | Just Dance 2018 (Kids Mode) |
| Fraggle Rock Theme                | Cast of Fraggle Rock (The Just Dance Kids)               | 1983           | Solo       | ♂     | Just Dance Kids 2014        |
| Funky Robot                       | Dancing Bros.                                            | 2017           | Solo       | ♂     | Just Dance 2018 (Kids Mode) |
| Happy Farm                        | Groove Century                                           | 2017           | Solo       | ♂     | Just Dance 2018 (Kids Mode) |
| Hickory Dickory Dock              | Tom Zehnder                                              | 2007           | Solo       | ♀     | Just Dance Kids 2014        |
| I Like to Move It*                | Reel 2 Real feat. The Mad Stuntman (The Just Dance Kids) | 1993           | Solo       | ♂     | Just Dance Kids 2014        |
| I've Been Working on the Railroad | The Just Dance Kids                                      | 2010           | Solo       | ♂     | Just Dance Kids             |
| If You're Happy and You Know It   | The Just Dance Kids                                      | Traditionnelle | Solo       | ♂     | Just Dance Kids             |
| Irish Meadow Dance                | O'Callaghan's Orchestra                                  | 2015           | Duo        | ♂/♀️  | Just Dance 2019 (Kids Mode) |
| Jingle Bells                      | Santa Clones                                             | 2018           | Duo        | ♀/♂   | Just Dance 2019 (Kids Mode) |
| Jingle Bells                      | The Just Dance Kids                                      | 1822           | Solo       | ♂     | Just Dance Kids 2           |
| Magic Halloween                   | Halloween Thrills                                        | 2017           | Duo        | ♀/♂   | Just Dance 2018 (Kids Mode) |
| Mary Had a Little Lamb            | Tom Zehnder                                              | Traditionnelle | Solo       | ♀     | Just Dance Kids 2014        |
| Monsters of Jazz                  | Groove Century                                           | 2018           | Solo       | ♂     | Just Dance 2019 (Kids Mode) |
| Pixie Land                        | The Sunlight Shakers                                     | 2017           | Solo       | ♀     | Just Dance 2018 (Kids Mode) |
| Shinobi Cat                       | Glorious Black Belts                                     | 2018           | Solo       | ♂     | Just Dance 2019 (Kids Mode) |
| Tales of the Desert               | Persian Nights                                           | 2018           | Solo       | ♀     | Just Dance 2019 (Kids Mode) |
| Waka Waka (This Time for Africa)  | Shakira                                                  | 2010           | Solo       | ♀     | Just Dance 2018 (Kids Mode) |
| We Go Well Together               | Goldheart                                                | 2000           | Solo       | ♀     | Just Dance Kids 2014        |
| Wheels on the Bus                 | The Just Dance Kids                                      | 1939           | Solo       | ♂     | Just Dance Kids             |

### Mode Fanmade
La liste ci-dessous sont les chorégraphies réalisés par les fans de Just Dance qui comprennent:
| Chanson                | Artiste                                       | Année | Mode dance                | Genre | Danseurs(ses)       |
| ---------------------- | --------------------------------------------- | ----- | ------------------------- | ----- | ------------------- |
| Bang Bang Bang         | BIGBANG                                       | 2015  | Vipmade Choreography Solo | ♂     | Matt Steffanina     |
| Blurred Lines          | Robin Thicke feat. Pharrell Williams          | 2013  | Fanmade Choreography Duo  | ♂/♀   | Maximiliano JustMax |
| HandClap               | Fitz and The Tantrums                         | 2016  | Fanmade Choreography Solo | ♂     | Umutcan Tutuncu     |
| Stadium Flow           | Imposs                                        | 2015  | Fanmade Choreography Solo | ♂     | Allison Uzumaki     |
| Swish Swish            | Katy Perry feat. Nicki Minaj                  | 2017  | Vipmade Choreography Duo  | ♂/♂   | Umutcan Tutuncu     |
| This Is How We Do      | Katy Perry                                    | 2014  | Fanmade Choreography Solo | ♂     | Diegho San          |
| Turn Up the Love       | Far East Movement feat. Cover Drive           | 2012  | Fanmade Choreography Solo | ♂     | Diegho San          |
| We No Speak Americano* | Yolanda Be Cool & DCUP (Hit the Electro Beat) | 2010  | Fanmade Choreography Duo  | ♂/♀   | Carl & Natassia     |

## Titres non disponible dans le Just Dance Now
Ce sont les chansons qui figuraient sur Just Dance Now, mais qui ont été supprimées.
| Chanson             | Artiste                                               | Année | Mode dance                           | Genre           | Jeu                  |
| ------------------- | ----------------------------------------------------- | ----- | ------------------------------------ | --------------- | -------------------- |
| All About That Bass | Meghan Trainor                                        | 2014  | Community Remix Solo                 | Various (♀)     | Just Dance 2016      |
| Animals             | Martin Garrix                                         | 2013  | Extreme Version Community Remix Solo | Various (♂)     | Just Dance 2016      |
| Baby Zouk           | Dr. Creole                                            | 2011  | Duo                                  | ♂/♀             | Just Dance 3         |
| Fatima              | Cheb Salama                                           | 2014  | Solo                                 | ♀               | Just Dance 2015      |
| Hey Mama            | David Guetta feat. Nicki Minaj, Bebe Rexha & Afrojack | 2015  | Community Remix Trio                 | Various (♂/♀/♂) | Just Dance 2016      |
| I Gotta Feeling     | The Black Eyed Peas                                   | 2009  | Community Remix Solo                 | Various (♂)     | Just Dance 2016      |
| Ievan Polkka        | Hatsune Miku                                          | 2007  | Community Remix Solo                 | Various (♀)     | Just Dance 2016      |
| I'm An Albatraoz    | AronChupa                                             | 2014  | Community Remix Solo                 | Various (♀)     | Just Dance 2016      |
| Sexy and I Know It  | LMFAO                                                 | 2011  | Community Remix Solo                 | Various (♂)     | Just Dance 2014      |
| Taste the Feeling   | Avicii vs. Conrad Sewell                              | 2016  | Olympic Version Community Remix Solo | Various (♀)     | Just Dance Unlimited |
| The Choice is Yours | Darius Dante Van Dijk                                 | 2015  | Community Remix Solo                 | Various (♂)     | Just Dance 2016      |
| Why Oh Why          | Love Letter                                           | 2010  | Duo                                  | ♀/♂             | Just Dance 2         |